# レーベル遺伝性視神経症
レーベル遺伝性視神経症（レーベルいでんせいししんけいしょう、英: Leber's hereditary optic neuropathy; LHON）はミトコンドリア病の一種の眼疾患で、ATPの合成不全が原因である。しかし、男性好発性、視神経限局性、遅発性発症等の理由は未解明。

## 概要
ミトコンドリア遺伝子変異に過度の飲酒・喫煙、頭部・眼窩部の鈍的外傷、糖尿病などの環境因子が加わることによる発病する眼疾患である。中心フリッカー値低下、両眼性で亜急性に視力低下、中心暗点などの症状を起こす。

## 疫学
10歳代から30歳代と45歳から50歳代以降の二峰性の発症ピークがあり、男性発症率は女性の9倍である。ヨーロッパの統計で10万に2 - 3人が発症すると推定され、2015年に日本で始めての本格調査が実施され、日本の患者数は1万人前後と推定されている。

## 遺伝
レーベル病は日本ではミトコンドリアDNAの4160番、3460番、11778番、14484番のいずれかの点変異が90%を占め、母系遺伝する。

## 治療・転帰
治療方法は未確立である。
ビタミン栄養補助食品、コエンザイムQ誘導体のイデベノンやEPI-743が一定の患者に有効であったという報告がある。イデベノンの作用機序は酸化的リン酸化複合体1とIIから電子を直接複合体皿へ運んで、呼吸機能保護とミトコンドリア内のエネルギー代謝の改善作用を発揮したり、抗酸化作用により脂質過酸化障害からミトコンドリア内膜を保護すると推定されている。レーベル病の臨床的特徴として、自然回復例の存在があげられる。発症後半年から1年かけてゆっくりと回復したり、中には発症後何年も経って突然劇的に視力が回復する例も報告されている。特に若年発症の11778番変異例は自然回復の報告が多い。
遺伝子治療も試みられている。アデノ随伴ウイルスベクターを用いて、ミトコンドリアDNAの遺伝子配列を基にした人工遺伝子を網膜神経節細胞に導入する方法である。2016年時点では少なくとも変異型ミトコンドリアDNAを導入した培養細胞や動物モデルでは有効性が示され、日本国外では第1相臨床試験が行われ、予備的結果の報告がなされている。5例において硝子体注射による遺伝子治療が行われ、3カ月後の時点で発症早期に注射を受けた2例で有意な視力改善を得たと報告されている。

## 鑑別疾患
- 特発性視神経炎、脱髄性視神経症（多発性硬化症を含む）、視神経脊髄炎（抗アクアポリン４抗体陽性視神経炎を含む）、虚血性視神経症、圧迫性視神経症、中毒性・栄養障害性視神経症、外傷性視神経症、他の遺伝性視神経症、黄斑ジストロフィー[2]